# 알광대버섯
알광대버섯(Amanita phalloides, death cap)은 주름버섯목 광대버섯과의 한 종으로, 맹독성 버섯이다. 이 버섯은 담자균류의 많은 곰팡이 중 하나인 치명적인 독성 담자균이다. 유럽 전역에 널리 분포되어 있지만 20세기 후반부터 세계의 다른 지역에도 소개된 알광대버섯은 다양한 활엽수와 함께 외생균근을 형성한다. 어떤 경우에는 참나무, 밤나무, 소나무 등 외래종을 재배하여 새로운 지역에 알광대버섯이 도입되었다. 여름과 가을에 커다란 자실체(버섯)가 나타난다. 갓은 일반적으로 녹색을 띠고 흰색 자루와 턱받이가 있다. 갓의 색상은 흰색을 포함하여 다양한 색을 띤다.
이 독성 버섯은 인간이 일반적으로 섭취하는 여러 식용 종(가장 눈에 띄는 주름버섯 등)과 유사하여 우발적인 중독 위험이 높다. 이 버섯에서 발견되는 독소 종류인 아마톡신은 열에 안정적이다. 열로 인한 변화에 저항하므로 요리를 해도 독성 효과가 줄어들지 않는다.
알광대버섯은 알려진 모든 버섯 중에서 가장 독성이 강한 버섯 중 하나이다. 버섯 반 개에도 성인 한 명을 죽일 수 있는 독소가 들어 있는 것으로 추정된다. 이는 서기 54년의 로마 황제 클라우디우스와 1740년의 신성 로마 황제 카를 6세를 포함하여 버섯 중독으로 인한 사망 사례의 대부분에 관여해 온 것으로 추정된다. 이 물질은 많은 연구의 주제였으며 많은 생물학적 활성 물질이 분리되었다. 주요 독성 성분은 α-아마니틴(α-Amanitin)으로 간 및 신부전을 유발한다.